# Hölö landskommun
Hölö landskommun var en tidigare kommun i Södermanlands län.

## Administrativ historik
Den 1 januari 1863, när kommunalförordningarna började tillämpas, skapades över hela riket cirka 2 500 kommuner, varav 89 städer, 8 köpingar och resten landskommuner. Då inrättades i Hölö socken i Hölebo härad i Södermanland denna kommun.
1952 genomfördes den första av 1900-talets två genomgripande kommunreformer i Sverige. Då bildade Hölö "storkommun" genom sammanläggning med den tidigare kommunen Mörkö.
Kommunreformen 1971 innebar att Hölö kommun upplöstes och området överfördes till Södertälje kommun och därmed också Stockholms län.
Kommunkoden 1952-1970 var 0409.

### Kyrklig tillhörighet
I kyrkligt hänseende tillhörde kommunen Hölö församling. Den 1 januari 1952 tillkom Mörkö församling.

## Geografi
Hölö landskommun omfattade den 1 januari 1952 en areal av 147,24 km², varav 139,95 km² land. Efter nymätningar och arealberäkningar färdiga den 1 januari 1961 omfattade landskommunen samma datum en areal av 148,95 km², varav 142,76 km² land.

### Tätorter i kommunen 1960
I Hölö landskommun fanns tätorten Hölö, som hade 401 invånare den 1 november 1960. Tätortsgraden i kommunen var då 18,7 procent.

## Politik

### Mandatfördelning i valen 1938-1966
| 9 | 6 | 3 | 2 |

| 18 |

| 9 | 6 | 3 | 2 |

| 17 | 3 |

| 8 | 7 | 4 | 1 |

| 17 | 3 |

| 16 | 8 | 5 | 2 |

| 29 |

| 16 | 7 | 6 | 2 |

| 24 | 7 |

| 16 | 9 | 3 | 3 |

| 23 | 8 |

| 16 | 9 | 3 | 3 |

| 21 | 10 |

| 10 | 6 | 2 | 3 |

| 14 | 7 |